# Vescomtat d'Iznàjar
El Vescomte de Iznájar és un títol nobiliari espanyol creat per Enric IV de Castella el 23 d'octubre de 1466 a favor de Diego Fernández de Córdoba i Montemayor, I comte de Cabra, XX senyor de les viles de Baena, Rute, Zambra, Iznájar, Donya Mencía i Bernedo, Mariscal de Castella, Agutzil Major i Alcaide de los Alcázares de Còrdova i d'Alcalá la Real.
El seu nom es refereix al municipi andalús de Iznájar, a la província de Còrdova.
El títol va ser rehabilitat l'any 1915, per Fernando Osorio de Moscoso i López (1893-?), XVIII vescomte de Iznájar, XII duc de Medina de les Torres, XIII marquès de Almazán, XII marquès de Monesterio, XI marquès de Montemayor, XV comte de Monteagudo de Mendoza, XVII comte de Palamós, XVIII comte de Santa Marta, V comte de Valhermoso.

## Vescomtes de Iznàjar
- Diego Fernández de Còrdova i Montemayor, I Vescomte de Iznájar.
- Diego Fernández de Còrdova i Carrillo de Albornoz, II Vescomte de Iznájar.
- Diego Fernández de Còrdova i Mendoza, III Vescomte de Iznájar.
- Luis Fernández de Còrdova, IV Vescomte de Iznájar.
- Gonzalo Fernández de Còrdova, I Duc de Baena.
- Francisca Fernández de Còrdova, III Duquessa de Sessa i de Baena, Comtessa de Cabra.
- Antonio Fernández de Còrdova i Cardona, V Duc de Sessa
- Luis Fernández de Còrdova i Requesens d'Aragó, VIII vescomte de Iznájar, VIII Comte de Cabra, VI Duc de Sessa, IV duc de Baena, Duc de Terranova, duc de Santángelo, comte de Palamós, comte de Calonge, comte de Oliveto, baró de Bellpuig, baró de Cinola.
- Antonio Fernández de Còrdova, IX Comte de Cabra, VII Duc de Sessa.
- Francisco Fernández de Còrdova, X Comte de Cabra, VIII Duc de Sessa.
- Félix Fernández de Còrdova i Cardona, IX Duc de Sessa.
- Francisco Javier Fernández de Còrdova, X Duc de Sessa.
- Buenaventura Francisca Fernández de Còrdova Folch de Cardona, XI Duquessa de Sessa.
- Ventura Osorio de Moscoso i Fernández de Còrdova, XV Marquès de Astorga.
- Vicente Joaquín Osorio de Moscoso i Guzmán, XVI Marquès de Astorga.
- Vicente Isabel Osorio de Moscoso i Álvarez de Toledo, Duc de Sessa.
- Vicente Pío Osorio de Moscoso i Ponce de León, XV Comte de Altamira.
- Fernando Osorio de Moscoso i López, XVIII Vescomte de Iznájar.
- Álvaro Francisco López-Becerra de Solé i Casanova-Cárdenas, XIX Vescomte de Iznájar.